# Schizidium beroni
Schizidium beroni är en kräftdjursart som beskrevs av Mikhail P. Andreev 200. Schizidium beroni ingår i släktet Schizidium och familjen klotgråsuggor. Inga underarter finns listade i Catalogue of Life.